# Vasil Čekalarov
Vasil Hristov Čekalarov oppure Vasil Tcakalarov (in bulgaro Васил Христов Чекаларов?; Krystallopigi, 22 febbraio 1874 – Florina, 9 luglio 1913) è stato un rivoluzionario bulgaro e uno dei capi dell'Organizzazione rivoluzionaria interna della Macedonia.

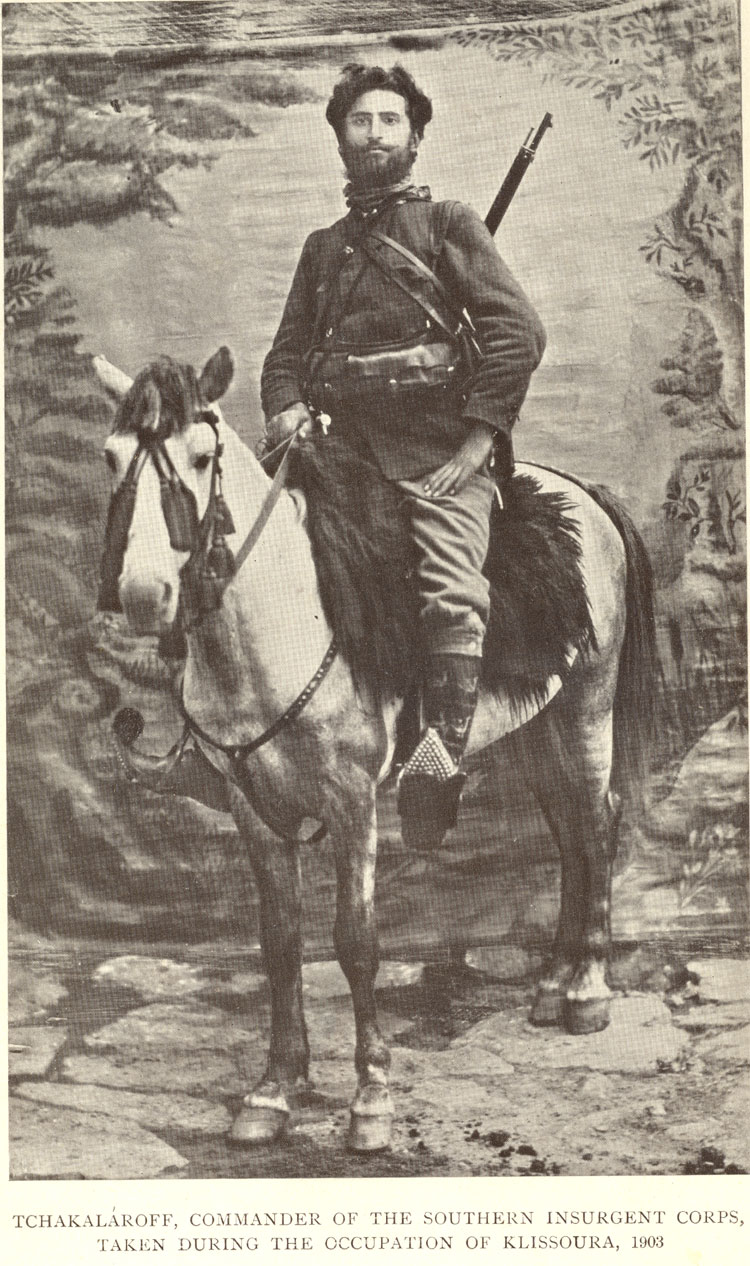
Vasil Čekalarov a cavallo (1903).

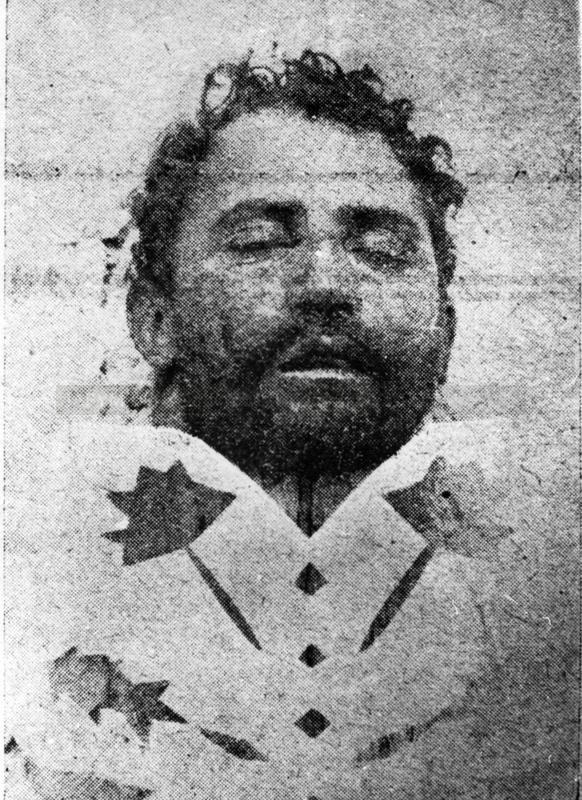
Il corpo di Čekalarov esposto a Florina.

La firma di Vasil Chekalarov.

Il giornalista inglese Henry Noel Brailsford descrisse Čekalarov come il «generale crudele ma competente» degli insorti bulgari in Macedonia.
Nonostante Čekalarov si considerasse un bulgaro e ritenesse grecomani i seguaci del nazionalismo macedone, per la storiografia macedone del secondo dopoguerra è considerato macedone.

## Biografia
Era un komitadji di spicco nelle bande dell'organizzazione rivoluzionaria interna macedone e prese parte alle battaglie contro le autorità ottomane sia prima della rivolta di Ilinden che dopo di essa. Nel 1901-1902 creò una via commerciale per l'acquisto illegale e il trasferimento di armi da fuoco dalla Grecia alla Macedonia meridionale. Nel 1904 emigrò in Bulgaria e divenne uno degli organizzatori della campagna militare contro la lotta macedone perseguita dai greci.
Come comandante di una banda di guerriglia bulgara, Čekalarov sostenne l'esercito ellenico nella prima guerra balcanica del 1912-1913. Successivamente combatté a fianco dell'esercito bulgaro sul fronte della Tracia orientale tra le file del Corpo volontario macedone-adrianopolitano.
Durante la seconda guerra balcanica fu ucciso dalle truppe greche in combattimento. Il suo cadavere fu mostrato alla popolazione di Florina.

### Vita privata
Era sposato con Olga Čekalarova.

### Commemorazioni
Nel 1934 un villaggio bulgaro fu rinominato Čakalarovo in suo onore.